# Sojoez T-8
Sojoez T-8 (ook: 14014) was een Russische bemande ruimtevlucht uit 1983. Doel van deze missie was een koppeling uitvoeren met ruimtestation Saljoet 7 om een reparatie aan de zonnepanelen uit te voeren. De koppeling vond echter nooit doorgang en de bemanning keerde voortijdig naar de Aarde terug.

## Bemanning
De driekoppige bemanning bestond uit gezagvoerder Vladimir Titov, boordwerktuigkundige Gennadi Strekalov en onderzoeker Aleksandr Serebrov. Titov maakte zijn eerste vlucht, zijn twee ondergeschikten vlogen hun tweede missie. Sojoez T-8 had een gewicht van 6850 kg.

## Vluchtverloop

### Lancering
Sojoez T-8 werd gelanceerd op 20 april 1983 met een Sojoez draagraket vanaf Tjoeratam te Bajkonoer. Gedurende het opstijgen liep het vaartuig schade op. Tijdens het afwerpen van de beschermende neuskegel werd de radarantenne van zijn mast gerukt. De capsule bereikte vervolgens een baan met een apogeum van 278 km, een perigeum van 226 km en een omlooptijd van 89,5 minuten. De inclinatie bedroeg 51,6° bij een excentriciteit van 0,00392.

### Aanvliegen mislukt
De kosmonauten verkeerden in de veronderstelling, dat de radarmast niet uitklapte na lancering. Daarom lieten ze hun vaartuig een serie abrupte bewegingen maken, opdat de weerspannige mast alsnog uitklapte. Natuurlijk had dit geen effect. Vervolgens verleende de vluchtleiding toestemming voor een aanvliegpoging op zicht (met behulp van de periscoop), begeleid door de grondradar. De laatste fase vond echter plaats in volstrekte duisternis. Op goed geluk naderde het drietal het station.
Gezagvoerder Titov vertrouwde het niet en schatte zijn aanvliegsnelheid als onverantwoord hoog in. Hij vertraagde zijn Sojoez, maar bleef van mening dat hij met deze snelheid een onaanvaardbaar risico nam. Titov brak daarom de koppelingsmanoeuvre voortijdig af om een harde aanvaring met het station te vermijden. Brandstofgebrek stond verdere pogingen in de weg. De kosmonauten dienden echter voldoende brandstof over te houden voor een veilige terugkeer. Sojoez T-8 werd daarom gestabiliseerd middels rotatie om zijn as, maar dan nog dwong brandstofgebrek hen tot een snelle landing. Deze alternatieve manier van stabilisatie werd overigens al aan het begin van de jaren 70 uitgetest.

## Landing
Sojoez T-8 keerde voortijdig naar de Aarde terug op 22 april en maakte een behouden landing op 60 km ten noordoosten van Arkalyk. De vlucht nam nauwelijks meer dan twee dagen in beslag en eindigde reeds na slechts 32 omwentelingen. Titov en Strekalov maakten hierna nog drie vluchten, Serebrov twee.
Vijf maanden later stond Sojoez T-10-1, wederom met Titov en Strekalov, klaar voor de start om de klus alsnog te klaren. De mannen kregen de schrik van hun leven, toen een kerosinelek een vuurzee veroorzaakte. Ze brachten het er ternauwernood levend van af; een paar tellen nadat de ontsnappingsraket hen wegschoot explodeerde de Sojoez draagraket op het platform.
1 ·
2 ·
3 ·
4 ·
5 ·
6 ·
7 ·
8 ·
9 ·
10 ·
11 ·
12 ·
13 ·
14 ·
15 ·
16 ·
17 ·
18A ·
18 ·
19 ·
20 ·
21 ·
22 ·
23 ·
24 ·
25 ·
26 ·
27 ·
28 ·
29 ·
30 ·
31 ·
32 ·
33 ·
34 · 
35 ·
36 ·
37 ·
38 ·
39 ·
40

T-1 ·  
T-2 ·
T-3 ·
T-4 ·
T-5 · 
T-6 ·
T-7 · 
T-8 ·
T-9 · 
T-10-1 ·
T-10 · 
T-11 ·
T-12 · 
T-13 ·
T-14 · 
T-15